# Ходішешть
Ходішешть, Ходішешті (рум. Hodișești) — село у повіті Алба в Румунії. Входить до складу комуни Бістра.

## Географія
Село розташоване на відстані 320 км на північний захід від Бухареста, 52 км на північний захід від Алба-Юлії, 57 км на південний захід від Клуж-Напоки.

### Клімат
| Клімат Ходішешті        | Клімат Ходішешті | Клімат Ходішешті | Клімат Ходішешті | Клімат Ходішешті | Клімат Ходішешті | Клімат Ходішешті | Клімат Ходішешті | Клімат Ходішешті | Клімат Ходішешті | Клімат Ходішешті | Клімат Ходішешті | Клімат Ходішешті | Клімат Ходішешті |
| Показник                | Січ.             | Лют.             | Бер.             | Квіт.            | Трав.            | Черв.            | Лип.             | Серп.            | Вер.             | Жовт.            | Лист.            | Груд.            | Рік              |
| Середній максимум, °C   | 0,3              | 3,2              | 9,9              | 15,0             | 20,3             | 22,6             | 24,5             | 24,3             | 20,7             | 14,6             | 6,3              | 1,8              | 0,0              |
| Середня температура, °C | −3,4             | −1,2             | 4,1              | 9,0              | 14,2             | 16,6             | 18,2             | 17,8             | 14,1             | 8,5              | 2,4              | −1,5             | 8,2              |
| Середній мінімум, °C    | −6,5             | −4,7             | −0,6             | 3,9              | 8,6              | 11,3             | 12,7             | 12,2             | 8,9              | 3,8              | −0,7             | −4,2             | 3,7              |
| Днів з опадами          | 6                | 5                | 5                | 9                | 11               | 11               | 10               | 8                | 6                | 6                | 7                | 7                | 91               |
| ----------------------- | ---------------- | ---------------- | ---------------- | ---------------- | ---------------- | ---------------- | ---------------- | ---------------- | ---------------- | ---------------- | ---------------- | ---------------- | ---------------- |
| Джерело: www.yr.no      |                  |                  |                  |                  |                  |                  |                  |                  |                  |                  |                  |                  |                  |

## Населення
За даними перепису населення 2002 року у селі проживали 326 осіб, усі — румуни. Усі жителі села рідною мовою назвали румунську.